# Kościół Matki Boskiej Częstochowskiej w Zielonej Górze (Zatonie)
Kościół Matki Boskiej Częstochowskiej – rzymskokatolicki kościół filialny należący do parafii św. Wawrzyńca w Ługach. Znajduje się w dawnej wsi Zatonie, od 2015 roku znajdującej się w granicach Zielonej Góry.

## Historia
Jest to świątynia zbudowana w 1765 roku, pierwotnie posiadająca konstrukcję szachulcową, gdzie ściany były wypełnione cegłą. W latach 1865–1866 kościół został rozbudowany o wieżę i zaczęto wymianę ówczesnej konstrukcji na murowaną. Całkowita wymiana ścian została zakończona na początku XX wieku. W takim kształcie budowla zachowała się do dziś.

## Architektura
Jest to świątynia murowana, wzniesiona z cegły klinkierowej, wybudowana na planie prostokąta o ściętych narożnikach, z prezbiterium skierowanym w stronę południowo-wschodnią. Od strony południowo-zachodniej jest dobudowana wieża o czterech kondygnacjach. Korpus kościoła jest nakryty wysokim dachem dwuspadowym, natomiast wieża dachem namiotowym. Świątynia posiada jedną nawę, bez wydzielonego prezbiterium. 
We wnętrzu znajduje się drewniana empora, podparta słupami, otaczająca cały Kościół, bez części ołtarzowej. Nad wejściem głównym znajduje się chór muzyczny. Wnętrze nakryte jest sklepieniem pozornym, obecnie odeskowanym. Posadzki są wtórne i zostały wykonane z lastriko, natomiast na emporach są założone podłogi deskowe. 

## Wyposażenie
Świątynia posiada w całości historyczne wyposażenie, do którego należą ołtarz ambonowy, wykonany w 1797 roku, chrzcielnica, wykonana w 1795 roku, prospekt organowy, wykonany w 1799 roku, ławki powstałe pod koniec XVIII wieku, trzy konfesjonały, powstałe pod koniec XVIII wieku oraz dwa świeczniki korpusowe mosiężne wykonane pod koniec XVIII wieku.